# Valea Puțului Merei, Buzău
Valea Puțului Merei este un sat în comuna Merei din județul Buzău, Muntenia, România. Se află în apropierea dealurilor Istriței, în vestul județului.
Denumirea oficială de Valea Puțului Merei a fost stabilită prin legea 2/1968 și nu a fost modificată niciodată ulterior. Totuși, deoarece alte localități cu denumirea de Valea Puțului din județul Buzău au fost desființate, primăria comunei Merei utilizează denumirea de Valea Puțului.